# Vera Daisy Barcellos
Vera Daisy Barcellos (Porto Alegre, 7 de outubro de 1942) é uma jornalista, ativista e pioneira da imprensa negra no Rio Grande do Sul. Reconhecida por sua trajetória no jornalismo esportivo e por sua atuação no movimento negro gaúcho. Barcellos foi uma das fundadoras da revista Tição – Revista do Negro, veículo da imprensa negra sul-brasileira, circulante em um primeiro momento nas décadas de 1970-1980, e em 2025 com uma edição especial em comemoração aos 50 anos da revista. Também tem forte ligação com o samba e com o ativismo das mulheres negras, articulando cultura, política e identidade racial em sua trajetória.

## Anos iniciais
Nasceu em Porto Alegre, na Cidade Baixa, bairro reconhecido como território negro da cidade, desde sua conformação na década de 1950. Sua mãe era cozinheira, lavadeira e trabalhadora doméstica de uma família de classe média alta. Por entrar no mercado de trabalho formal e perceber que não teria condições de criar a filha, passou a tutela de Vera para a família para a qual trabalhava, Floriano Oliveira Faria e Ceci Cancello Faria eram seus tutores, seu pai era militar comandante da escola de cadetes do Rio Grande do Sul.
A relação com essa família era contraditória. Poderia ter mais acesso aos estudos estando com essa família, percebia também que havia uma expectativa de que ela virasse a empregada da casa. Desde criança, deparou-se com a questão racial por meio de perceber o lugar que ocupava dentro da hierarquia familiar, sendo a filha adotiva negra de um casal branco de classe média. Vera Daisy conta que ela não sentava à mesa com eles na sala de jantar. Seu lugar estava reservado na mesa da cozinha. Vera sabia que a condição de ser “quase da família” não a impediria de ter que executar trabalhos domésticos.
Vera foi matriculada em uma escola para se alfabetizar, aos 8 anos de idade, por insistência de seu irmão mais velho de criação. Ela, então, seguiu os estudos, desenvolvendo uma paixão pela leitura, dividindo os afazeres domésticos com a literatura. Conta que escondia-se, durante a noite, para acessar a biblioteca de seu pai. Terminou o equivalente ao ensino médio na escola Pio XII. Mais tarde, foi aprovada para o curso de Jornalismo, contrariando seus pais que diziam ser uma profissão masculina, na Universidade Federal do Rio Grande do Sul, em 1969, em pleno acirramento da Ditadura Militar, sendo um ato de rebeldia. Durante a trajetória acadêmica passou pelas mudanças impostas à universidade pelo regime militar, e tomou ainda mais contato com outros colegas que também eram críticos e sensíveis às questões sociais.

## Vida profissional
Sua vida profissional foi de pioneirismo. Em 1971, no mesmo ano em que se forma, inicia no Jornal do Comércio, depois passa a atuar no Diário de Notícias. Em 1976 começa no jornal Hoje, do Grupo RBS, foi ainda a primeira mulher negra a realizar coberturas esportivas na Zero Hora, em 1978, a convite de seu colega Emanuel Mattos, após ser encerrada a atividade do jornal Hoje. Passou 16 anos de sua vida como jornalista esportiva e, durante esse período, foi responsável por quebrar diversas barreiras pela igualdade de gênero em seu trabalho. O jornalismo esportivo era dominado por homens, os quais conseguiam informações privilegiadas dos bastidores dos jogadores porque entravam nos vestiários, o que Vera era proibida de fazer.
No entanto, a jornalista não aceitava tal imposição, argumentava que não estava ali para ver os corpos dos homens, pois seu interesse era ter informações para suas matérias. Após muita luta e negociações, Vera foi autorizada a acessar os vestiários ao final dos jogos, dando um passo adiante na igualdade profissional entre homens e mulheres no jornalismo.
Em 1978, cria com outros quatro jornalistas a revista Tição, criado por e para, mas não somente, pessoas negras, com temáticas relevantes sobre questões raciais, passa a ser um marco na imprensa negra gaúcha. Em 1997 integra o jornal A Voz da Serra, de Erechim, município da região sul do Rio Grande do Sul. No ano seguinte ganha o prêmio ARI- Associação Riograndense de Imprensa, com uma edição especial do jornal, Erechim Mulher, que retratava a cidade sob a ótica feminina. Relatou ser a primeira vez que um jornal do interior recebia tal prêmio.
Teve em um momento da vida profissional que decidir entre o emprego no jornal Zero Hora, ou a carreira como servidora pública, tendo deixado o jornal. Seu reconhecimento e importância são notórios até hoje, com Vera sendo influente nos locais onde passa, como no Sindicato dos Jornalistas Profissionais do Rio Grande do Sul (SINDJORS), onde foi presidente de 2019 a 2022.

## Militância
Começou sua militância organizada ainda na universidade, marcada pela atuação do Grupo Palmares, para o qual foi convidada pelo seu colega, poeta, intelectual e militante negro gaúcho Oliveira Silveira, em 1971. Esse grupo foi responsável por propor a data de 20 de novembro como Dia Nacional da Consciência Negra, dia que marca o assassinato de Zumbi dos Palmares.
Também na década de 1970, em meio à ditadura militar, Vera esteve à frente de projetos importantes como a revista Tição, um periódico do movimento negro que buscava dar voz e visibilidade aos debates sobre questão negra no Brasil. Como editora da revista, Vera conta que precisou comparecer algumas vezes ao Departamento de Ordem Política e Social (DOPS) para explicar sobre o conteúdo da revista. Era uma revista de contestação, que nasceu com o mesmo teor dos movimentos estudantis da época. E não por acaso, Vera Daisy Barcellos era a nossa jornalista responsável, conta Jones Lopes, colega de profissão e companheiro de militância.
Foi presidente do Sindicato dos Jornalistas Profissionais do Rio Grande do Sul (SINDJORS), acredita que a profissão de jornalista é política, e que os trabalhadores precisam se reconhecer enquanto categoria.

## Participação na revista Tição
Ainda no ano de 1972, quando deixou de participar do Grupo Palmares, Vera Daisy juntamente com outros jornalistas negros formaram o Grupo Tição que deu origem a Revista e ao Jornal. Em 1978, o grupo interrompe suas atividades, nessa ocasião, mantinham-se como membros do Grupo, Oliveira Silveira, Marisa Silva, Helena Machado e Antônia Carolino e Maria Margarida Martilhano. Deste grupo, quatro integrantes passaram a compor o Jornal e a Revista Tição. Dessa forma, em 1978 quando conseguiram publicar a primeira edição da Revista, estavam articulados através do Tição, quatro ex-integrantes do Grupo Palmares.
A análise da produção do Tição permite destacar a abordagem de questões relativas às mulheres negras em uma das duas edições da revista. Nessa área eram abordados aspectos relativos às mulheres no mercado de trabalho, estética da mulher negra, cuja reportagem foi assinada por Vera Daisy Barcellos.
O grupo Tição nasceu quando Vera Daisy saiu de Palmares. Seus integrantes fundadores foram Vera Daisy, Jeanice Dias Ramos, Jones Lopes, Jorge Freitas e Emilio Chagas. Tratava-se de um grupo de jornalistas universitários que escreviam pautas direcionadas para a população negra. O primeiro número da revista foi editado em 1978, e o segundo em 1979, e a publicação única do jornal Tição em 1980.
Como jornalista e responsável do grupo Tição, Vera escreveu relatos sobre a sua perspectiva enquanto mulher negra. Além disso, recebeu relatos de outras mulheres negras que pautavam suas relações sociais, de trabalho e na vida em geral. Procuravam Vera Daisy como referência para relatar casos de racismo ou falar que acreditavam nunca ter sofrido racismo. O trabalho de Vera ia além do caráter informativo, buscava dentro da comunidade negra a conscientização de raça e classe. Esse aspecto podia ser notado na capa da revista onde o protagonismo era negro, estampava a capa os temas de interesse na área da cultura, do lazer, esporte e com temas diversos da intelectualidade. Ou seja, o Tição cumpria esse papel de colocar em evidência as reivindicações e lutas da época por políticas públicas, mas também por reparação histórica e social.